# Notobrachyops
Notobrachyops is een geslacht van uitgestorven brachyopide temnospondyle Batrachomorpha (basale 'amfibieën'). Het is bekend van een schedeldakafdruk gevonden in de Ashfield Shale (Laat-Trias) van Mortdale, New South Wales, Australië.
De typesoort Notobrachyops picketti is in 1973 benoemd door John William Cosgriff. De geslachtsnaam betekent 'zuidelijke Brachyops'. De soortaanduiding eert conservator John Pickett die het fossiel in 1965 in de verzamelingen van de New South Wales Geological Survey ontdekte, en herkende als een 'labyrinthodont'.
Het holotype is NSWGS F8258, de afdruk van een schedeldak en een rechteronderkaak.
De Ashfield Shale heeft ook een haaiensoort opgeleverd, een longvissoort, zes soorten paleoniscidische vissen, een soort holosteïde vis, een subholosteïde vis en de labyrinthodonte amfibie Paracyclotosaurus davidi.